# أفانجارد كورسك
أفانجارد كورسك (الروسية: Авангард) هو نادي كرة قدم روسي تأسس في 1937 ، يقع مقره الرئيسي في كورسك، ويلعب في دوري كرة القدم الروسي للمحترفين ‏.

## وصلات خارجية
- الموقع الرسمي